# Copa del Rey 1915
Copa del Rey 1915 var den 15:e upplagan av den spanska fotbollscupen Copa del Rey.
Tävlingen startade den 15 april 1915 och avslutades den 2 maj 1915 med finalen som hölls på Estadio de Amute i Irun, där Athletic Bilbao vann med 2–1 över RCD Español, vilket gav dem deras sjätte vinst.

## Lag
- Norra regionen: Athletic Bilbao
- Centrala regionen: Sociedad Gimnástica[1]
- Galicien: Fortuna de Vigo
- Katalonien: RCD Español

## Matcher

### Semifinaler
Första matchen
|  | 18 april 1915 | Fortuna de Vigo | 0 – 0 | Athletic Bilbao | Vigo |  |
|  |               |                 |       |                 |      |  |
|  |               |                 |       |                 |      |  |
|  |               |                 |       |                 |      |  |

Andra matchen
|  | 25 april 1915 | Athletic Bilbao | 5 – 1 | Fortuna de Vigo | Bilbao |  |
|  |               |                 |       |                 |        |  |
|  |               |                 |       |                 |        |  |
|  |               |                 |       |                 |        |  |

Athletic gick vidare med sammanlagt 5–1
|  | 15 april 1915 | Sociedad Gimnástica | 2 – 3 | RCD Español |  |  |
|  |               |                     |       |             |  |  |
|  |               |                     |       |             |  |  |
|  |               |                     |       |             |  |  |

RCD Español gick vidare till finalen då det endast spelades en match.

### Final
|       | 2 maj 1915 | Athletic Bilbao                                         | 5 – 0   | RCD Español | Estadio de Amute, Irun               |                                      |
| 16:30 | 16:30      | Pichichi 4′ (str.), 43′ Zubizarreta 60′, 70′ Germán 69′ | (2 – 0) |             | Publik: 5 000 Domare: Walter Hermann | Publik: 5 000 Domare: Walter Hermann |
| 16:30 | 16:30      |                                                         |         |             | Publik: 5 000 Domare: Walter Hermann | Publik: 5 000 Domare: Walter Hermann |
| 16:30 | 16:30      |                                                         |         |             | Publik: 5 000 Domare: Walter Hermann | Publik: 5 000 Domare: Walter Hermann |

| Vinnare av Copa del Rey 1915 |
| ---------------------------- |
| Athletic Bilbao 6:e titeln   |

### Fotnoter
1. ↑  Mästarna i centrala regionen var Racing de Madrid, som dock inte kunde delta i cupturneringen på grund av att inte ha inskrivet sig sex månader i förväg hos det Spanska fotbollsförbundet.